# 巴爾杜爾·馮·席拉赫

希特拉青年團旗幟

巴爾杜爾·貝內迪克特·馮·席拉赫 (德語：Baldur Benedikt von Schirach，發音：[ˈbaldʊʁ ˈbeːnedɪkt fɔn ˈʃiːʁax]；1907年5月9日—1974年8月8日) 是一名纳粹德国时期的政治家，納粹主義者，納粹黨青年組織希特勒青年團負責人、納粹黨維也納帝国大区的大區領袖。
戰後馮·席拉赫成為紐倫堡審判的24名戰犯之一。1946年10月1日因危害人类罪被判处20年有期徒刑。法官判处他的准备侵略战争罪行不成立。

## 家庭

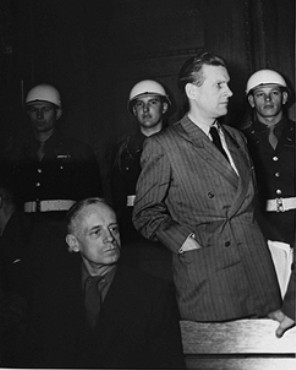
约阿希姆·冯·里宾特洛甫（左）和巴爾杜爾·馮·席拉赫在紐倫堡法庭上

馮·席拉赫的父亲卡尔·馮·席拉赫（1873年-1948年）是普鲁士骑兵队长和中尉，后来他出任萨克森大公国宫廷侍卫长。他出生于一个知名的索布德意志贵族家庭。卡尔·馮·席拉赫从1909年到1918年任魏玛国立剧院院长，巴爾杜爾·馮·席拉赫因此在魏玛长大。从1935年到1943年卡尔·馮·席拉赫任威斯巴登国立剧院院长。巴爾杜爾的母亲艾玛·米德尔顿·馮·席拉赫是一个美国人，她是美国开国元勋和独立宣言签署人阿瑟·米德尔顿的后人。
巴爾杜爾·馮·席拉赫成长家庭风气一方面是自由、进步和启蒙主义的，另一方面也是保守和保皇主义的。到他五岁为止他只说英语。比他大七岁的哥哥卡尔1919年在罗斯莱本抗议德皇退位和凡尔赛条约的签署开枪自杀。此外他还有两个姐姐，罗莎琳达和维多利亚。维多利亚早年死于白喉。罗莎琳达称为歌剧演员。巴爾杜爾·馮·席拉赫是按照赫尔曼·利茨的教育理论受的教育。
1932年3月31日巴爾杜爾·馮·席拉赫与阿道夫·希特勒的摄影师海因里希·霍夫曼的女儿亨利埃特·霍夫曼在慕尼黑结婚。从1933年到1942年两人共有四个孩子，其中1942年出生的理查德·冯·席拉赫成为一名知名的作家和汉学家。1950年7月20日两人在慕尼黑离婚。
律师和作家費迪南·馮·席拉赫、散文家阿里亚德内·冯·席拉赫和作家贝内迪克特·韦尔斯是他的孙子。

## 政治

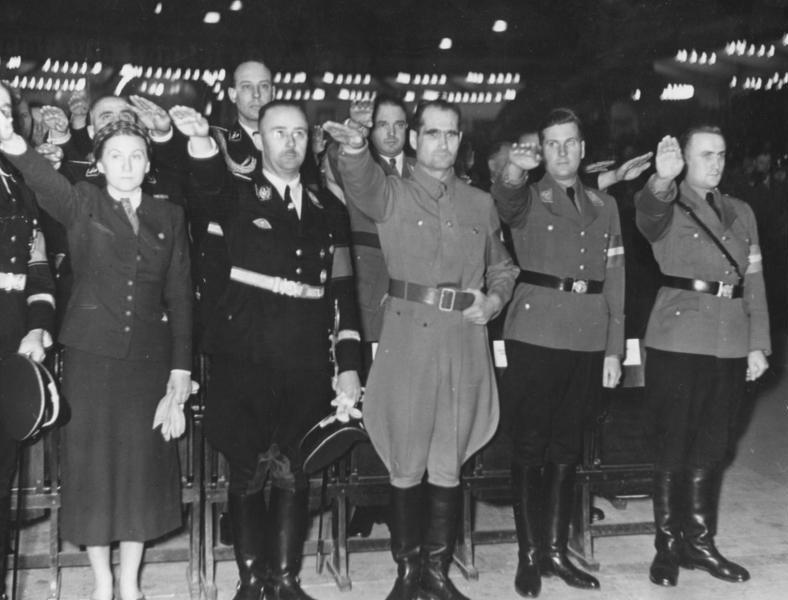
馮·席拉赫，右二

1925年巴爾杜爾·馮·席拉赫17岁时首次遇到希特勒，成为希特勒的热烈追随者。他成年后就加入了纳粹党。他入大学读德国学和艺术史，成为纳粹德国学生联盟领导人。1931年10月30日他被任命为纳粹党帝国青少年领导人，并获得冲锋队中将衔。他没有完成学业。
1933年6月17日纳粹党掌权和所有青少年协会一体化后希特勒任命他为“德意志帝国青少年领袖”。同日他解散大德意志联盟和其中的所有组织。这个联盟是他在3月下令把所有童軍活動组织和其它与纳粹不相关的组织合并到一起组成的一个联盟。

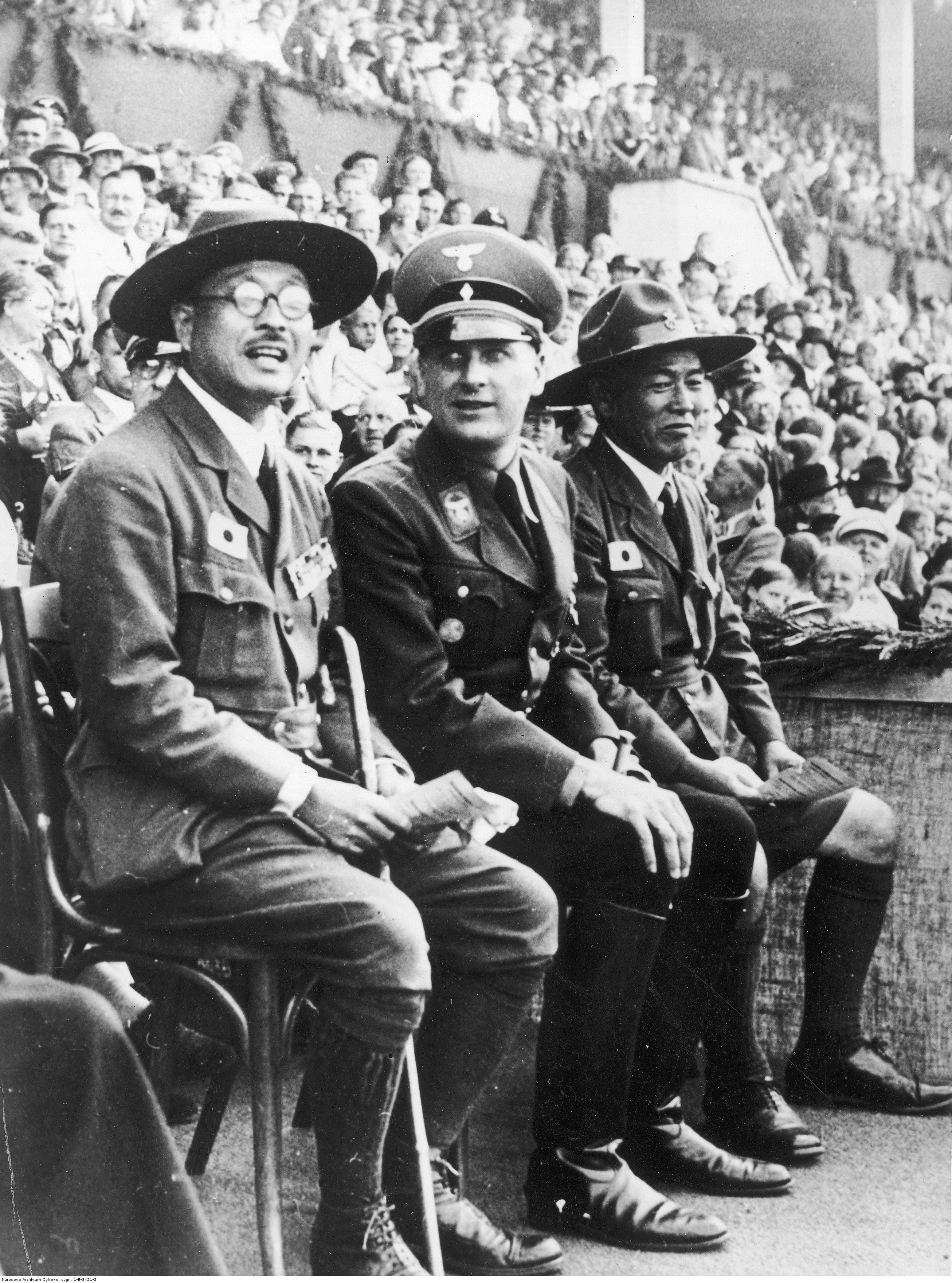
1937年馮·席拉赫（中）与日本青少年领导官二荒芳德.

从1936年到1945年馮·席拉赫和他一家住在滨湖科赫尔的阿斯彭施坦宫。
1936年他被任命为常務次長，他下令所有青年必须参加希特拉青年團，这使得希特勒青年团的成员一下子增加到600万。他还宣布1936年为“德国少年团年”。他试图把整个青少年教育控制在自己手中，因此与阿图尔·阿克斯曼发生权力冲突。比如他创办了阿道夫·希特勒学校，试图以此获得纳粹教育的控制。
馮·席拉赫在文化政治中也活跃。他本人比较有文化，尤其喜好哥德。1937年6月他做了一个哥特演讲，这个演讲尤其获得宣传部长約瑟夫·戈培爾的支持，因为“这是首次一位帝国高级官员就歌德和他在纳粹主义文化政策中的地位发表意见”.。国民教育与宣传部就该演讲的内容说它“揭穿了歌德是世界公民和自由主义诗人的谎言”；馮·席拉赫把歌德说成是纳粹教育纲领的预言人。这份演讲的题目为《歌德要对我们说。对一名伟大的德国人永久的纪念》，它被印刷了17万份，这个册子里还附有100页左右歌德引言。这个演讲对第三帝国里宣传的民族主义歌德形象起了主要作用。不过和其它纳粹作品不同的是馮·席拉赫没有企图证明歌德是反犹太主义者。
1939年第二次世界大战爆发后馮·席拉赫志愿参加德国國防軍，1940年参加法國戰役。1940年5月1日阿克斯曼被任命为他的副手，1940年8月7日被任命为他的后继。馮·席拉赫保持全国领袖的地位，他负责监督所有希特勒青年团，从1940年9月开始组织把受空袭威胁城市的儿童疏散到威胁不高地区的事物。
在纳粹时期里始终有关于馮·席拉赫有同性恋倾向的传说和笑话。其来源可能是因为馮·席拉赫与其他纳粹领导人相比“不特别男人气”，因此他符合当时人对同性恋的陈见。也可能这些笑话是指他比较眉清目秀。在国外的电台和逃到国外的人则使用推广这些传言：比如作家汉斯·希姆森在他1940年在伦敦发表的小说《希特勒青年团》里就说馮·席拉赫和电影《机智的希特勒青年》主角尤尔根·奥尔森有关系。希姆森对他的描述没有给出任何证明。
希特勒青年团的进行曲《前进！前进！吹响嘹亮的号角》歌词是馮·席拉赫作的，1933年在有声电影《机智的希特勒青年》里首次播放。此外馮·席拉赫出现在1940年放映的宣传片《前进去看领袖》。
不伦瑞克和梅勒曾授予他名誉市民（1945年二战结束后被撤销）。
1940年8月7日馮·席拉赫被任命为维也纳大区领导人和维也纳帝国代理官，他们全家入住霍夫堡皇宮。一直到战争结束他担任此职。在此期间他负责驱逐维也纳犹太人。1942年9月14日他在一次演讲中把这种行为称为是为欧洲文化做贡献：“假如有人指责我在这座城市里把数万人驱逐到东部聚集区，那么我会这样回应：我认为者是我为欧洲文化做出的积极贡献。”馮·席拉赫本人自称自己是反犹太主义者，但是在一些场合下他小心翼翼地批评纳粹对犹太人的迫害。比如有迹象表面他禁止希特勒青年队的队长们参加水晶之夜。但是对这个说法没有确实的证据，因此它是不是真的有争议。1943年6月24日他要求善待东欧人，因此与希特勒疏远。
1945年2月24日，元首希特勒在柏林召见馮·席拉赫，命令他作为维也纳大区长官抵抗到底。1945年4月4日苏联红军攻到許特爾多夫，馮·席拉赫撤离位于奥塔克灵加利青貝格山上的维也纳大区指挥所。1945年4月6日红军攻入克洛斯特新堡，抵抗组织把通往上瓦特山碉堡的电话线和电线切断，帝国防御委员长被迫撤往霍夫堡皇宮。4月9日他从霍夫堡皇宮仓促逃到弗洛里茨多夫，因为那里离位于比桑贝格武装党卫军第二坦克军司令部非常近。馮·席拉赫逃往多瑙河对岸前还下令“战到最后一人”。陸軍總司令部的战争日记里记录：“一部分维也纳人丧失了他们的尊严。”1945年4月10日，纳粹德国宣传部长約瑟夫·戈培爾在他的日记里写道：“在过去红色的市区里发生暴动。而且暴动的强度大到席拉赫无助地逃到部队去寻求保护。这是典型的席拉赫。首先他无所事事让局势随心所欲发展，然后他逃到士兵身边。”

## 1945年德国投降后

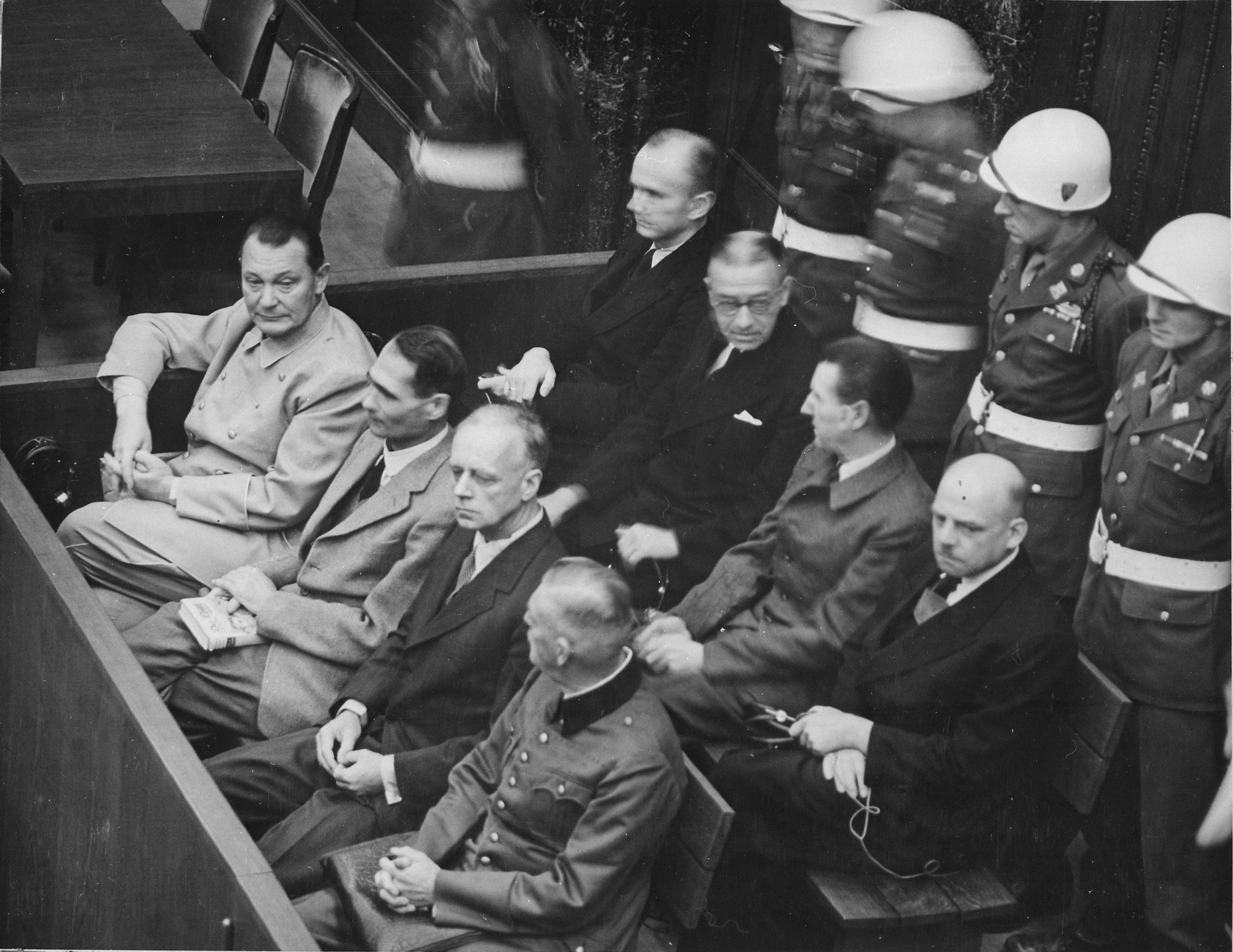
八个纽伦堡被告：（前从左到右）：赫尔曼·戈林、鲁道夫·赫斯、约阿希姆·冯·里宾特洛甫、威廉·凱特爾；后排：卡尔·邓尼茨、埃里希·雷德尔、 巴爾杜爾·馮·席拉赫、弗里茨·绍克尔

第三帝国灭亡后馮·席拉赫化名理查德·法尔克潜逃在蒂罗尔。一开始人们以为他死了。在最后几天战日内有报道说维也纳人把他吊死了。实际上他给美国陆军充当翻译，在1945年4月维也纳被占领前向美军通报维也纳的情况。并于1945年6月5日向美军投诚，1946年10月1日在纽伦堡法庭上被判危害人类罪20年徒刑，原因是因为作为大区领导人他要为18.5万被驱逐到集中营的犹太人负责。他和其他在法庭上被判刑的犯人一起被关在施潘道战犯监狱。1950年在监狱里他离婚。1966年他和阿尔伯特·斯佩尔一起刑满获释。他部分失明，住在克勒夫的一个老人院里。1967年他发表了题为《我曾经信任希特勒》的回忆录。1968年他接受大卫·弗罗斯特的电视采访。1974年8月8日他死在克勒夫。按照他的遗愿他的墓碑上写“我是你们中的一个”。
2015年初他的墓被夷平。

## 作品
- Die Pioniere des Dritten Reiches. 埃森，1933年
- Revolution der Erziehung. Reden aus den Jahren des Aufbaus. Eher, 慕尼黑，1938年
- Ich glaubte an Hitler.(我曾經信任希特勒) Mosaik-Verlag, 汉堡，1967年

## 书籍
- Gerhard Hay: Religiöser Pseudokult in der NS-Lyrik am Beispiel Baldur v. Schirach. In: Pietas liturgica. 1, 1983, S. 855–864.
- Joe J. Heydecker, Johannes Leeb: Der Nürnberger Prozess. Kiepenheuer & Witsch, Köln 2003, ISBN 3-462-03240-2.
- Guido Knopp, Ricarda Schlosshan: Hitlers Helfer. Täter und Vollstrecker. Goldmann, München 1999, ISBN 3-442-15017-5, S. 89 ff.
- Roman B. Kremer: Autobiographie als Apologie. Rhetorik der Rechtfertigung bei Baldur von Schirach, Albert Speer, Karl Dönitz und Erich Raeder. V&R unipress, Göttingen 2017, ISBN 978-3-8471-0759-0.
- Jochen von Lang: Der Hitlerjunge. Baldur von Schirach, der Mann, der Deutschlands Jugend erzog. Droemer Knaur, München 1991, ISBN 3-426-04045-X (= Knaur; 4045; Sachbuch).
- Henriette von Schirach: Der Preis der Herrlichkeit. Erfahrene Zeitgeschichte. Ullstein, Frankfurt am Main u. a. 1995, ISBN 3-548-35457-2 (= Ullstein-Buch; 35457).
- Richard von Schirach: Der Schatten meines Vaters. Hanser, München 2005, ISBN 3-446-20669-8.
  - (auch als Taschenbuch beim Deutschen Taschenbuch Verlag, München 2011, ISBN 978-3-423-34685-6).
- Karl Schönhammer: Der Ehrenhandel Baldur von Schirachs. In: Einst und Jetzt. Jahrbuch des Vereins für corpsstudentische Geschichtsforschung. Band 30, 1985, S. 69–86.
- Robert Wistrich: Wer war wer im Dritten Reich? Fischer Taschenbuch Verlag, Frankfurt am Main 1987, ISBN 3-596-24373-4.
- Michael Wortmann: Baldur von Schirach, Hitlers Jugendführer. Böhlau, Köln 1982, ISBN 3-412-05580-8 (Zugleich Köln, Universität Dissertation 1980).